# José María Benítez
José María Benítez (La Victoria, estado Aragua, Venezuela, 15 de noviembre de 1790-Ibídem, 24 de octubre de 1855) fue un médico y botánico venezolano. Como sanitarista Benítez promovió métodos para evitar y combatir las epidemias de cólera.

## Biografía
Entre 1797 y 1802, cursó primaria en la escuela parroquial de La Victoria, su ciudad natal. Benítez se traslada a Caracas e ingresa en la Real y Pontificia Universidad de Santa Rosa de Lima, donde se gradúa como bachiller en artes el 17 de febrero de 1808 y como maestro en artes el 18 de marzo de 1810. Empieza a estudiar medicina teniendo como tutor al protomédico José Joaquín Hernández, y en 1821 se gradúa como bachiller en medicina. Entre 1821 y 1824 realiza pasantías con el médico Pedro Bárcenas en los hospitales en Caracas de San Pablo Ermitaño y de Nuestra Señora de la Caridad, para hombres y mujeres, respectivamente.
En octubre de 1824, el protomedicato de Caracas le confiere el título de licenciado en medicina. Benítez regresa a La Victoria y ejerce su profesión entre 1824 y 1855. A partir de 1827 es miembro de la Facultad Médica de Caracas y socio correspondiente en La Victoria. En 1829 entra a formar parte de la Sociedad Económica de Amigos del País. Benítez divulga los conocimientos de la época sobre epidemias, especialmente de la cólera, afirmando su carácter contagioso en contra del consenso de la época que lo rechazaba. Sus conocimientos de botánica le permitieron reconocer árboles de quina en la cordillera de la Costa para tratar fiebres palúdicas, especialmente la fiebre amarilla. Su obra principal es sobre etnobotánica, la aplicación de la botánica para curar las enfermedades y en el área del uso industrial de productos forestales, como el caucho.